# International M62
De International M62 was een bergingsvoertuig van de Amerikaanse fabrikant International Harvester. Het voertuig werd vooral gebruikt om Honest Johnraketten te takelen op de lanceerinrichting. Het kon ook als gewoon bergingsvoertuig worden gebruikt. De Honest Johnraketten waren bij de Defensie van België in gebruik en bij de Koninklijke Landmacht tussen 1960 en 1978.

## Beschrijving
Eind jaren vijftig kwam de International M62 in gebruik, het was de opvolger van bergingsvoertuigen uit de Tweede Wereldoorlog, zoals de Ward LaFrance M1/M1A1, de Mack en de Diamond T. De belangrijkste verbetering versus deze oudere modellen was de toepassing van een telescoopkraan. Deze had een hefvermogen van 9 ton. Voor de stabiliteit bij het tillen waren er aan beide zijden van het voertuig uitschuifbare stempels geïnstalleerd.
Het voertuig had een standaardindeling; de benzinemotor voorin, een open bestuurderscabine en aan de achterzijde de kraan en opbergplaatsen voor noodzakelijk takel- en bergingsgereedschap. De bestuurderscabine kon worden afgeschermd met een canvas dak. Het voertuig had zes wielen die alle aangedreven konden worden (6x6).
De kraanwagen maakte deel uit van een eenheid om Honest Johnraketten af te vuren. Een complete Honest Johnlanceerinrichting, zoals die bij de Koninklijke Landmacht werd gebruikt, bestond uit de volgende voertuigen:
- een International 6x6 5-tons takelwagen M62 om de raket op de lanceerinrichting te takelen;
- een lanceerinrichting M289 gebouwd op een International 6x6 5-tons vrachtwagen M139D;
- een International 6x6 5-tons vrachtwagen M78A1 voor het transport van de raket. De raket werd in twee delen vervoerd, het voorstuwingsdeel en de springkop. Op de vrachtwagen was verder een generator geïnstalleerd die elektriciteit opwekte voor een verwarmingselement om de raket tegen grote temperatuurschommelingen te beschermen. Achter de vrachtwagen kon een aanhanger M329A met nog een raket worden meegenomen.

Al het materieel was van Amerikaanse makelij.
Het voertuig kon ook als gewoon bergingsvoertuig worden ingezet.

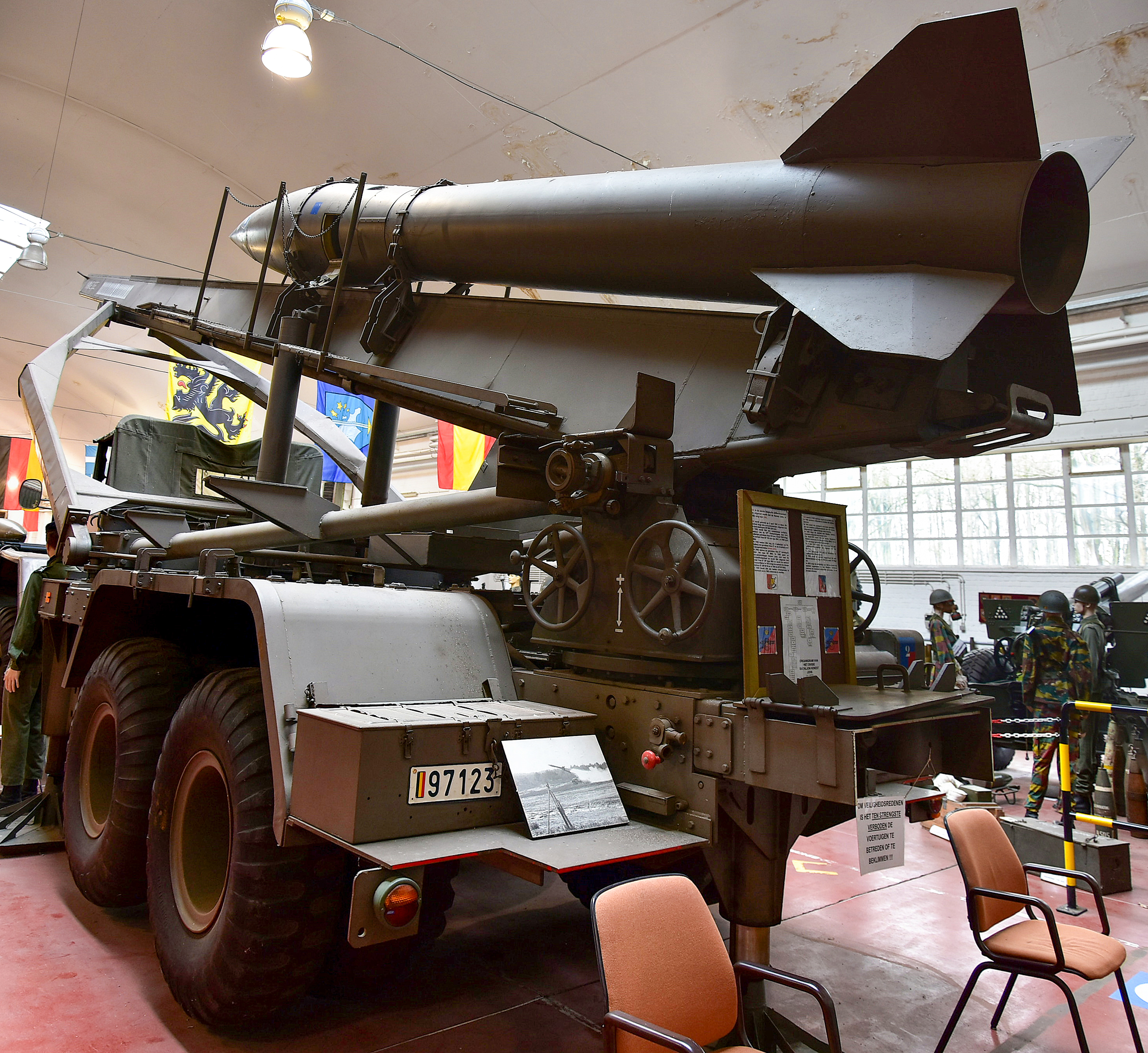
International M62 met Honest John (Site Gunfire Brasschaat-Museum)

## Technische gegevens
Officiële militaire aanduiding: Vrachtauto, takel, 5 ton, 6 x 6, 4 D1 M62, m/lier (International)
Afmetingen en gewichten:
- Hoogte: 3230 mm
- Lengte: 8840 mm
- Breedte: 2465 mm
- Eigen massa (bedrijfsklaar): 15.130 kg
- Toegestane massa op de weg: 34.144 kg
- Toegestane massa in het terrein: 27.360 kg
- Laadvermogen op de weg: 5.414 kg
- Laadvermogen in het terrein: 3.170 kg
- Getrokken last op de weg (maximaal): 13.600 kg
- Getrokken last in het terrein (max): 9.060 kg

Kraan en lier:
- Maximum hefkracht kraan: 9.060 kg
- Maximum trekkracht lier: 9.060 kg (voor)
- Maximum trekkracht lier: 18.125 kg (achter)

Prestaties:
- Maximumsnelheid op de weg: 64 km per uur
- Klimvermogen: 29%
- Waadvermogen (zonder speciale uitrusting): 63 cm
- Bodemvrijheid: 27 cm
- Op- en afloophoek: 37° en 38°

Motor:
- Merk/type: Continental R6602, zescilinder, kopklepmotor, 4 takt, waterkoeling
- Brandstof: benzine
- Vermogen: 196 pk bij 2.800 omwentelingen per minuut
- Maximum koppel: 662,4 Nm bij 1.200 toeren/minuut
- Cilinderinhoud: 9,866 liter
- Boring x slag: 123,8 mm x 136,5 mm

Versnellingsbak:
- Type: synchromesh, 5 vooruit, 1 achteruit

Brandstoftank:
- Capaciteit: 295 liter
- Bereik: 340 km